# Cleome hadramautica
Cleome hadramautica är en paradisblomsterväxtart som beskrevs av Mats Thulin. Cleome hadramautica ingår i släktet paradisblomstersläktet, och familjen paradisblomsterväxter. Inga underarter finns listade i Catalogue of Life.